# Тертл-Лейк (аэропорт)
Муниципальный аэропорт Тертл-Лейк (англ. Turtle Lake Municipal Airport), (FAA LID: 91N) — государственный гражданский аэропорт, расположенный в 1,6 километрах к юго-западу от центрального делового района города Тертл-Лейк (Северная Дакота), США.

## Операционная деятельность
Муниципальный аэропорт Тертл-Лейк занимает площадь в 12 гектар, расположен на высоте 582 метров над уровнем моря и эксплуатирует одну взлётно-посадочную полосу:
- 8/26 размерами 975 x 30 метров с торфяным покрытием.

В период с 31 июля 2006 по 31 июля 2007 года Муниципальный аэропорт Тертл-Лейк обработал 710 операций по взлётам и посадкам воздушных судов (в среднем 59 операций ежемесячно), из них 99 % пришлось на авиацию общего назначения и 1 % — на рейсы аэротакси.